# Жоффруа д’Аркур
Жоффруа д’Аркур (фр. Geoffroy d’Harcourt; ум. ноябрь 1356) — виконт де Сен-Совер. Французский военачальник. Сын Жана III Хромого (ум. 1329), барона д’Аркур и виконта де Сен-Совер-Ле-Виконт, и Алисы (ум. 1315), дочери Жоффруа де Брабанта, сеньора де Аршота. Младший брат Жана IV д’Аркура, 1-го графа д’Аркура.

## Биография
В рядах армии французского короля Филиппа VI Валуа принимал участие в битвах при Касселе (23 августа 1328), где были разбиты войска восставших фламандцев, и при Бувине (1340). После ссоры с маршалом Франции Робертом Бертраном Жоффруа д’Аркур был объявлен изменником, все его земли были конфискованы.
Жоффруа д’Аркур перешёл на сторону короля Англии Эдуарда III Плантагенета. В 1346 году участвовал в рейде короля Англии на нормандские города Кан и Руан, закончившемся битвой при Креси.
Вместе со своим племянником Жаном V д’Аркуром участвовал в заговоре против короля Франции Иоанна II Доброго. Вместе с другими заговорщиками присутствовал в апреле 1356 года на банкете в Руане, организованном королём Наварры Шарлем II Злым для встречи с дофином Шарлем (будущим королём Франции Карлом V Мудрым). Во время встречи Жоффруа д’Аркур был арестован солдатами ворвавшегося на пир Жана II Доброго, который счёл эту встречу доказательством существования заговора. Его племянник был казнён.
Чтобы отомстить за его гибель, Жоффруа вновь начинает воевать против короля Иоанна II Доброго на стороне короля Эдуарда. 19 сентября 1356 года сражался на стороне англичан в битве при Пуатье.
Погиб в ноябре того же года в битве за город Кутанс с французскими войсками под командованием Рауля де Рейнваля. Хронист Фруассар так описывает его гибель: «Армия мессира Жоффруа не удержала тот боевой порядок, который он ей назначил, и который она обещала держать, но большая часть его войск бежала и не могла противостоять французам. Видя это, мессир Жоффруа заявил, что он предпочитает умереть, чем попасть в плен и, вооружившись боевым топором, остался стоять там, где стоял. Для устойчивости он выставил одну ногу вперед, так как был хромым, хотя и очень силен во владении оружием. В этой позиции он долгое время сражался самым доблестным образом, так что немногие отваживались встретить его удары. Но, наконец, два француза сели на своих коней и взяв копья на перевес, напали на него одновременно и сбили на землю. Несколько воинов немедленно обрушились на него со своими мечами, которыми они искололи все его тело и убили его на месте».
Он уточняет, что «это произошло зимой 1356 года, около дня Святого Мартина (11 ноября)».